# Tuberaceae
Tuberaceae é uma família de fungos micorrízicos da ordem Pezizales, que evoluíram durante ou após a primeira irradiação principal das Angiospermas durante o Jurássico (há 140–180 milhões de anos). Inclui o género Tuber, que inclui as chamadas trufas "verdadeiras". Foi caracterizada pelo botânico belga Barthélemy Charles Joseph du Mortier em 1822. Um estudo molecular de ADN ribossómico levado a cabo pelo micologista Kerry O'Donnell em 1997 descobriu que um pequeno clado hoje em dia redefinido como Helvellaceae é o parente mais próximo de Tuberaceae. A micologista Mary Cloyd Burnley Stifler estudou e descreveu e estudou esta família de fungos, doando espécimes a herbários distribuídos pelos Estados Unidos.